# Kibucie
Kibucie (biał. Кібуці; ros. Кибути) – wieś na Białorusi, w obwodzie mińskim, w rejonie wołożyńskim, w sielsowiecie Wołożyn, przy drodze republikańskiej , w pobliżu węzła z drogą magistralną .
W dwudziestoleciu międzywojennym leżały w Polsce, w województwie nowogródzkim, w powiecie wołożyńskim.